# Assif El Mal
Assif El Mal (en àrab أسيف المال, Asīf al-Māl; en amazic ⴰⵙⵉⴼ ⵍⵎⴰⵍ) és una comuna rural de la província de Chichaoua, a la regió de Marràqueix-Safi, al Marroc. Segons el cens de 2014 tenia una població total de 7.511 persones.